# Équipe d'Angleterre de football à la Coupe du monde 1970
L'équipe d'Angleterre de football est éliminée en quart de finale de la coupe du monde de football de 1970.

## Effectif
| Numéro / Nom       | Numéro / Nom    | Club                 | Date de naissance | J.              | Buts            |                 |                 |                 |
| Gardiens de but    | Gardiens de but | Gardiens de but      | Gardiens de but   | Gardiens de but | Gardiens de but | Gardiens de but | Gardiens de but | Gardiens de but |
| ------------------ | --------------- | -------------------- | ----------------- | --------------- | --------------- | --------------- | --------------- | --------------- |
| 1                  | Gordon Banks    | Stoke City           | 30 décembre 1937  | 3               | 0               | 0               | 0               | 0               |
| 13                 | Peter Bonetti   | Chelsea              | 27 septembre 1941 | 1               | 0               | 0               | 0               | 0               |
| 13                 | Alex Stepney    | Manchester United    | 18 septembre 1942 | 0               | 0               | 0               | 0               | 0               |
| Défenseurs         |                 |                      |                   |                 |                 |                 |                 |                 |
| 2                  | Keith Newton    | Everton              | 23 juin 1941      | 3               | 0               | 0               | 0               | 0               |
| 3                  | Terry Cooper    | Leeds United         | 12 juillet 1945   | 4               | 0               | 0               | 0               | 0               |
| 5                  | Brian Labone    | Everton              | 23 janvier 1943   | 3               | 0               | 0               | 0               | 0               |
| 6                  | Bobby Moore     | West Ham United      | 12 avril 1941     | 4               | 0               | 0               | 0               | 0               |
| 14                 | Tommy Wright    | Everton              | 21 octobre 1944   | 2               | 0               | 0               | 0               | 0               |
| 15                 | Nobby Stiles    | Manchester United    | 18 mai 1942       | 0               | 0               | 0               | 0               | 0               |
| 17                 | Jack Charlton   | Leeds United         | 8 mai 1935        | 1               | 0               | 0               | 0               | 0               |
| Milieux de terrain |                 |                      |                   |                 |                 |                 |                 |                 |
| 4                  | Alan Mullery    | Tottenham Hotspur    | 23 novembre 1941  | 4               | 1               | 0               | 0               | 0               |
| 8                  | Alan Ball       | Everton              | 12 mai 1945       | 4               | 0               | 0               | 0               | 0               |
| 9                  | Bobby Charlton  | Manchester United    | 11 octobre 1937   | 4               | 0               | 0               | 0               | 0               |
| 16                 | Emlyn Hughes    | Liverpool            | 28 août 1947      | 0               | 0               | 0               | 0               | 0               |
| 18                 | Norman Hunter   | Leeds United         | 29 octobre 1943   | 1               | 0               | 0               | 0               | 0               |
| 19                 | Colin Bell      | Manchester City      | 26 février 1945   | 3               | 0               | 0               | 0               | 0               |
| Attaquants         |                 |                      |                   |                 |                 |                 |                 |                 |
| 7                  | Francis Lee     | Manchester City      | 29 avril 1944     | 3               | 0               | 2               | 0               | 0               |
| 10                 | Geoff Hurst     | West Ham United      | 8 décembre 1941   | 3               | 1               | 0               | 0               | 0               |
| 11                 | Martin Peters   | Tottenham Hotspur    | 8 novembre 1943   | 4               | 1               | 0               | 0               | 0               |
| 20                 | Peter Osgood    | Chelsea              | 23 février 1947   | 2               | 0               | 0               | 0               | 0               |
| 21                 | Allan Clarke    | Leeds United         | 31 juillet 1947   | 1               | 1               | 0               | 0               | 0               |
| 22                 | Jeff Astle      | West Bromwich Albion | 13 mai 1942       | 2               | 0               | 0               | 0               | 0               |
| Sélectionneur      |                 |                      |                   |                 |                 |                 |                 |                 |
|                    | Alf Ramsey      |                      | 22 janvier 1920   |                 |                 |                 |                 |                 |

## Qualification
L'Angleterre est qualifiée d'office en tant que tenant du titre.

## La coupe du monde

### Premier tour
| Classement final |                 |     |   |   |   |   |    |    |      |
|                  | Équipe          | Pts | J | G | N | P | BP | BC | Diff |
| 1                | Brésil          | 6   | 3 | 3 | 0 | 0 | 8  | 3  | +5   |
| 2                | Angleterre      | 4   | 3 | 2 | 0 | 1 | 2  | 1  | +1   |
| 3                | Roumanie        | 2   | 3 | 1 | 0 | 2 | 4  | 5  | -1   |
| 4                | Tchécoslovaquie | 0   | 3 | 0 | 0 | 3 | 2  | 7  | -5   |

| 2 juin  | Angleterre | 1 | 0 | Roumanie        |
| 3 juin  | Brésil     | 4 | 1 | Tchécoslovaquie |
| 6 juin  | Roumanie   | 2 | 1 | Tchécoslovaquie |
| 7 juin  | Brésil     | 1 | 0 | Angleterre      |
| 10 juin | Brésil     | 3 | 2 | Roumanie        |
| 11 juin | Angleterre | 1 | 0 | Tchécoslovaquie |

| 2 juin 1970                       | Angleterre | 1 - 0   | Roumanie | Estadio Jalisco, Guadalajara                  |                                               |
| 16:00 · Historique des rencontres | Hurst 65e  | (0 - 0) |          | Spectateurs : 50 560 Arbitrage : Vital Loraux | Spectateurs : 50 560 Arbitrage : Vital Loraux |
| 16:00 · Historique des rencontres | (Rapport)  |         |          | Spectateurs : 50 560 Arbitrage : Vital Loraux | Spectateurs : 50 560 Arbitrage : Vital Loraux |

| 7 juin 1970                       | Brésil        | 1 - 0   | Angleterre | Estadio Jalisco, Guadalajara                   |                                                |
| 12:00 · Historique des rencontres | Jairzinho 59e | (0 - 0) |            | Spectateurs : 66 834 Arbitrage : Abraham Klein | Spectateurs : 66 834 Arbitrage : Abraham Klein |
| 12:00 · Historique des rencontres | (Rapport)     |         |            | Spectateurs : 66 834 Arbitrage : Abraham Klein | Spectateurs : 66 834 Arbitrage : Abraham Klein |

| 11 juin 1970                      | Angleterre       | 1 - 0   | Tchécoslovaquie | Estadio Jalisco, Guadalajara                  |                                               |
| 16:00 · Historique des rencontres | Clarke 50e (pen) | (0 - 0) |                 | Spectateurs : 49 262 Arbitrage : Roger Machin | Spectateurs : 49 262 Arbitrage : Roger Machin |
| 16:00 · Historique des rencontres | (Rapport)        |         |                 | Spectateurs : 49 262 Arbitrage : Roger Machin | Spectateurs : 49 262 Arbitrage : Roger Machin |

### Quart de finale
| 14 juin 1970                      | Allemagne de l'Ouest                       | 3 - 2 a.p.            | Angleterre               | Estadio Nou Camp, León                                   |                                                          |
| 12:00 · Historique des rencontres | Beckenbauer 68e · Seeler 76e · Müller 108e | (0 - 1, 2 - 2, 2 - 2) | Mullery 31e · Peters 49e | Spectateurs : 23 357 Arbitrage : Angel Norberto Coerezza | Spectateurs : 23 357 Arbitrage : Angel Norberto Coerezza |
| 12:00 · Historique des rencontres | (Rapport)                                  |                       |                          | Spectateurs : 23 357 Arbitrage : Angel Norberto Coerezza | Spectateurs : 23 357 Arbitrage : Angel Norberto Coerezza |